# الحازمي
أبو بكر الحازمي زين الدين محمد بن موسى بن عثمان بن موسى بن عثمان بن حازم الحازمي الهمداني الشافعي محدث، حافظ، مؤرخ، نسابة، فقيه.
ولد سنة 548 هـ بطريق همدان، وحمل إليها ونشأ بها، وسمع الحديث ببغداد، ورحل إلى بلاد الشام والموصل وبلاد فارس وأصبهان وهمذان وكثير من بلاد أذربيجان، واستوطن بغداد، وتوفي بها في 22 جمادى الأولى 584 هـ.
سمع الكثير، ورحل إلى بلدان كثيرة، وكتب الكثير وصنف في الحديث عدة وكان كثير المحفوظ، يغلب عليه معرفة أحاديث الأحكام. قال الدبيثى: قدم بغداد وسكنها وتفقه بها في مذهب الشافعي وجالس العلماء وتميز وفهم وصار من احفظ الناس للحديث وأسانيده ورجاله مع زهد وتعبد ورياضة وذكر.
قال السبكي: «إمام متقن مبرز»  وقال النووي: «أحد الحفاظ المحققين المطلعين، له مصنفات نافعة، منها الناسخ والمنسوخ في الحديث، لم يصنف فيه مثله»
وقال ابن النجار: كان من الأئمة الحفاظ العالمين بفقه الحديث ومعانيه ورجاله. وكان ثقة، حجة، نبيلاً، زاهداً، عابداً، ورعاً، ملازماً للخلوة والتصنيف ونشر العلم.

## من مؤلفاته
- كتاب الناسخ والمنسوخ (ويُعرف أيضًا باسم: الاعتبار في الناسخ والمنسوخ من الآثار)
- عجالة المبتدي في الأنساب (ويُعرف أيضًا باسم: عجالة المبتدي وفضالة المنتهي في النسب)
- المؤتلف والمختلف في البلدان (ويُعرف أيضًا باسم: الأماكن أو ما اتفق لفظه وافترق مسماه من الأمكنة)
- اسناد الأحاديث التي في المهذب
- تحفة السفينة
- كتاب ما اتفق في إسناده أربعة من الصحابة أو التابعين بعضهم عن بعض
- وكتاب شروط الأئمة الخمسة البخاري ومسلم وأبي داود والنسائي وابن ماجه
- سلسلة الذهب: وهو ما رواه الإمام أحمد بن حنبل عن الإمام الشافعي رضي الله عنهما
- الفيصل في مشتبه النسبة